# Pedro García Linares
Pedro García Linares fou un polític valencià de la segona meitat del segle xix. Va ocupar interinament el càrrec d'alcalde d'Alacant entre la destitució del progressista Francisco Javier Riera en 1855 i el nomenament del moderat José Gabriel Amérigo Morales.